# ریسیا شور
ریسیا شور (متولد ۵ دسامبر ۱۹۱۰ در لوبلین، لهستان - ۲۶ نوامبر ۲۰۰۶ در شهر نیویورک) یک هنرمند لهستانی الاصل بود که از سال ۱۹۴۱ تا زمان مرگش در سال ۲۰۰۶ در شهر نیویورک زندگی و کار کرد.

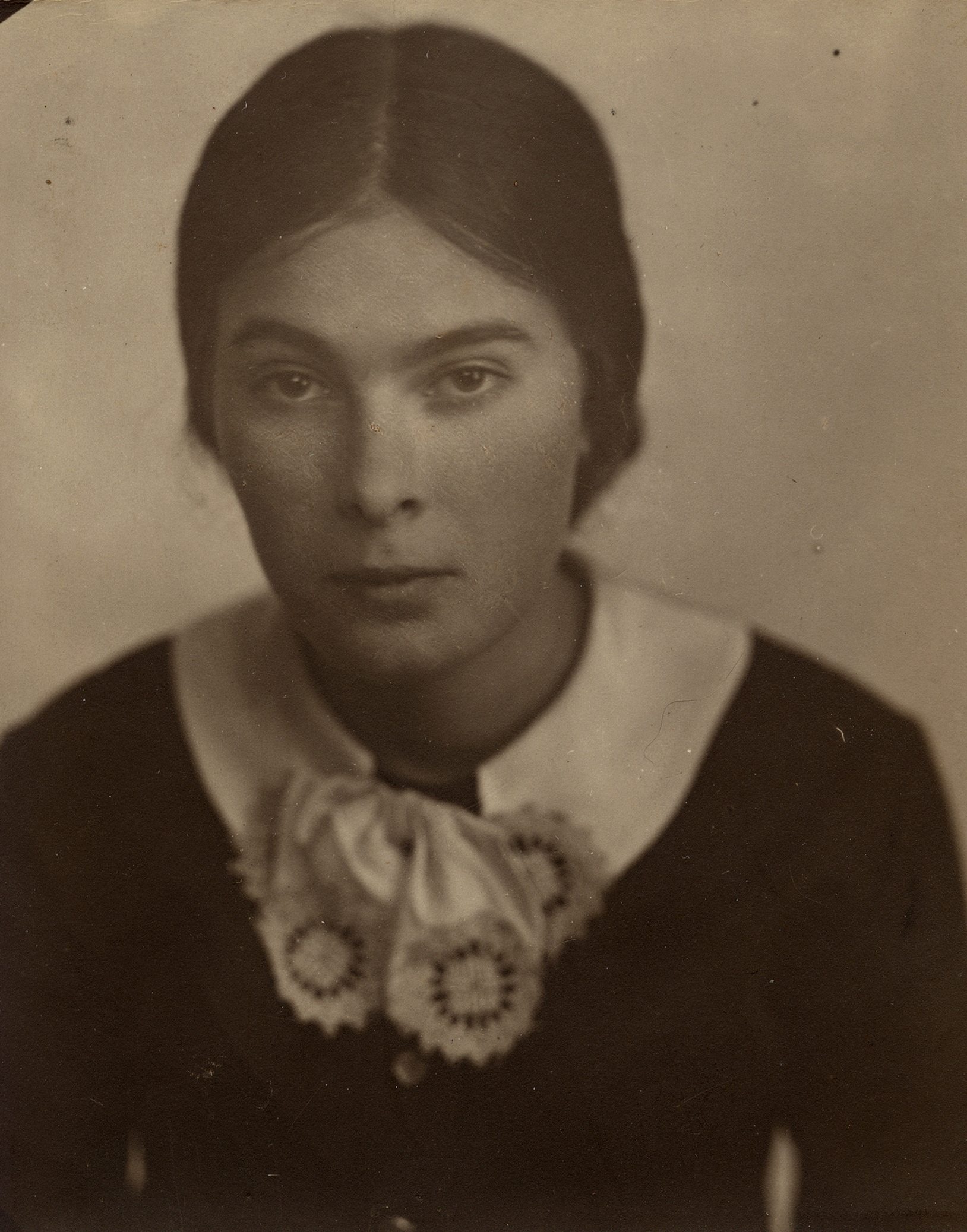
رسیا شور، ج. ۱۹۲۸

## اوایل زندگی
رزیا شور (نام خواهر اینشتین) در نزدیکی لوبلین، لهستان در سال ۱۹۱۰ به دنیا آمد. خانواده یهودی او، اگرچه از یک پس‌زمینهٔ سنتی و دارای روابط با حسیدیم بودند، اما نسبتاً شهری و لهستانی بودند، و مادرش معتقد بود که او حق دارد علی‌رغم جنسیت‌اش، تحصیلات پیشرفته‌ای را در هنر دنبال کند. او نقاشی را در آکادمی هنرهای زیبا در ورشو خواند. او در آنجا با نقاش و مجسمه‌ساز ایلیا شور آشنا شد. آنها در پاریس زندگی کردند و با شروع جنگ جهانی دوم در آنجا ازدواج کردند. در ۳ دسامبر ۱۹۴۱، آنها به ایالات متحده آمدند و در شهر نیویورک ساکن شدند. هر دو خانواده بزرگ شورز در هولوکاست از بین رفتند. خانواده شورز دو دختر در شهر نیویورک به دنیا آمدند: هنرمند و نویسنده میرا شور و محقق ادبیات فرانسه و نظریه فمینیستی، نائومی شور. رسیا شور نقاشی‌های خود را در دهه ۱۹۵۰ در شهر نیویورک با نام ریسیا آین به نمایش گذاشت. او همچنین نزد همسرش نقره‌سازی را آموخت.

## بعد کار
پس از مرگ ایلیا شور در سال ۱۹۶۱، ریسیا شور به‌طور انحصاری در فلز کار کرد و جواهرات بی نظیر و جودایکا و همچنین مجسمه‌های چند رسانه ای را خلق کرد که همگی به سبک انتزاعی مدرنیستی جسورانه با حسی نقاشی برای رنگ و بافت بود.
شاعر مشهور ریچارد هاوارد در مورد آثار شور چنین نوشت: «... دلالت زیربنایی … که ریشیا شور در تمام طول این مدت انجام داده‌است. اگر بخواهم کلمه واحدی برای آن بیابم، باید فرایند را انتخاب کنم، فرایند پیوسته رشد و تغییری که ما آن را در همه اشکال گیاهی می‌شناسیم و نمی‌توانیم آن را با «واقع گرایی» تشریح یا فلج کنیم. . . . فرایند همان چیزی است که گوته از زمانی که فاوست را با خیره شدن به نشانه کیهان کلان فریاد زد، منظورش بود:
چگونه همه چیز خود را به کل می‌بافد، یکی در دیگری کار می‌کند و زندگی می‌کند! چگونه همه چیز در کل تنیده شده‌است. هر کدام در دیگری کار و زندگی می‌کنند! [. . .] در صحبت از کیهان کلان، در واقع به ما یادآوری می‌شود که باستان‌ها زمین را به عنوان پشت یک لاک پشت عظیم نشان می‌دادند، همه چیزهایی که زندگی می‌کنند و رشد می‌کنند ریشه‌های خود را به پوسته بزرگ شرکت کننده می‌فرستند که آنها را به هوای خالی می‌برد. . این همان چیزی است که این قطعات اخیر ریسیا شور پیشنهاد می‌کنند، و اگر در بیان فرایند آنها فقط می‌توانیم آنها را انتزاعی بنامیم، پس این خود انتزاع انرژی است که قطعات او نشان می‌دهند، «نیروی که از طریق فیوز سبز گل را به حرکت درمی‌آورد». ”
او آثار خود را در نمایشگاه‌های انفرادی در گالری آراس در شهر نیویورک، گالری ایست اند در استان وینستاون، MA، و گالری بنسون در بریج همپتون، نیویورک به نمایش گذاشت. در دهه‌های ۱۹۸۰ و ۱۹۹۰، آثار او در نمایشگاه‌های گروهی در انجمن و موزه هنر استان (پاام) و در نمایشگاه خانواده، در موزه هنر معاصر آلدریچ در کانکتیکات گنجانده شد. در اواخر دهه ۱۹۶۰ و ۱۹۷۰، آثار او در نمایشگاه‌هایی از جمله «سمپوزیوم هنر زنان»، گالری تورمن، دانشگاه ایالتی ایندیانا، ساخته شده در فلز، گالری هنر جوان، لوئیزویل، کی، «نمایشگاه ملی جواهرات توسط برجسته» گنجانده شد. هنرمندان معاصر آمریکایی، صنعتگران، دانشگاه لارنس، اپلتون، WI، «نخستین بررسی صنایع دستی معاصر آمریکایی»، موزه هنر دانشگاه، دانشگاه تگزاس، آستین، و «دعوت صنایع دستی»، گالری مؤسسه مریلند، بالتیمور،
در سال ۱۹۶۹، نوازندگان ارکستر فیلارمونیک نیویورک، مزوزا را به عنوان هدیه خداحافظی خود به لئونارد برنشتاین سفارش دادند. نمایشگاهی به نام مزوزوت توسط ریسیا شورز در موزه دانشگاه یشیوا در شهر نیویورک در سال ۲۰۰۰ برگزار شد.

## نگارخانه
|  |

|  |